# لباس سنتی تایلند
لباس سنتی تایلندی که به نام chut Thai (تایلندی: ชุดไทย) شهره است، لباسی است که توسط مردان، زنان و کودکان پوشیده می‌شود. لباس تایلندی مخصوص خانمها معمولاً از یک پانونگ یا چونگ کرابن، یک بلوز و یک صبحی تشکیل شده‌است. زنان شمالی و شمال شرقی تایلند ممکن است به جای فونگ نون و کونگ کروبن یا یک پیراهن یا یک پالتوی سئویا لباس مجلسی بپوشند. اما لباس مخصوص آقایان شامل یک شلوار چانگ کرابن یا شلوار معمولی، پیراهن الگوی راج، جوراب‌های سفید به طول زانو و یک صبحی است. این لباس برای مردان شمالی تایلندی متشکل از یک سادو، یک ژاکت سفید به سبک مانچو و گاهی اوقات یک هوآوی است. در مناسبت‌های رسمی، ممکن است افراد تصمیم بگیرند که به اصطلاح رسمی لباس ملی تایلند را بپوشند.

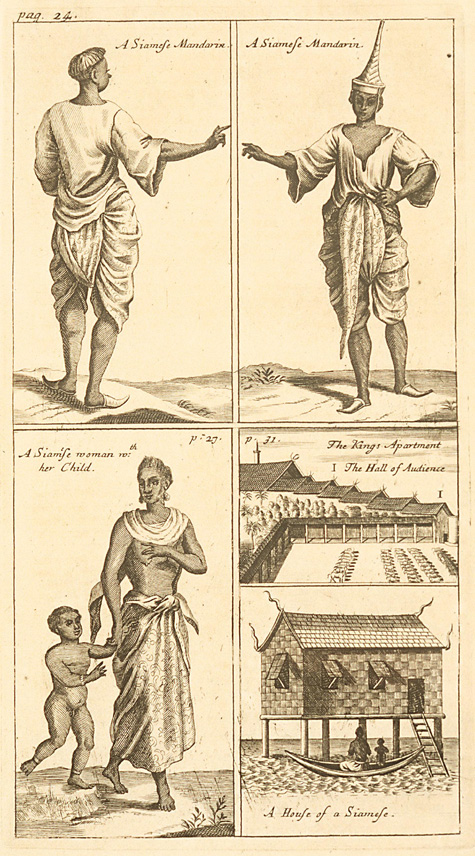
Du Royaume de Siam توسط Simon de La Loubère یک مقام سیامی را نشان می‌دهد که دارای لباس‌های lombok و چونگ کرابن و یک خانه سنتی تایلندی است

## تاریخ

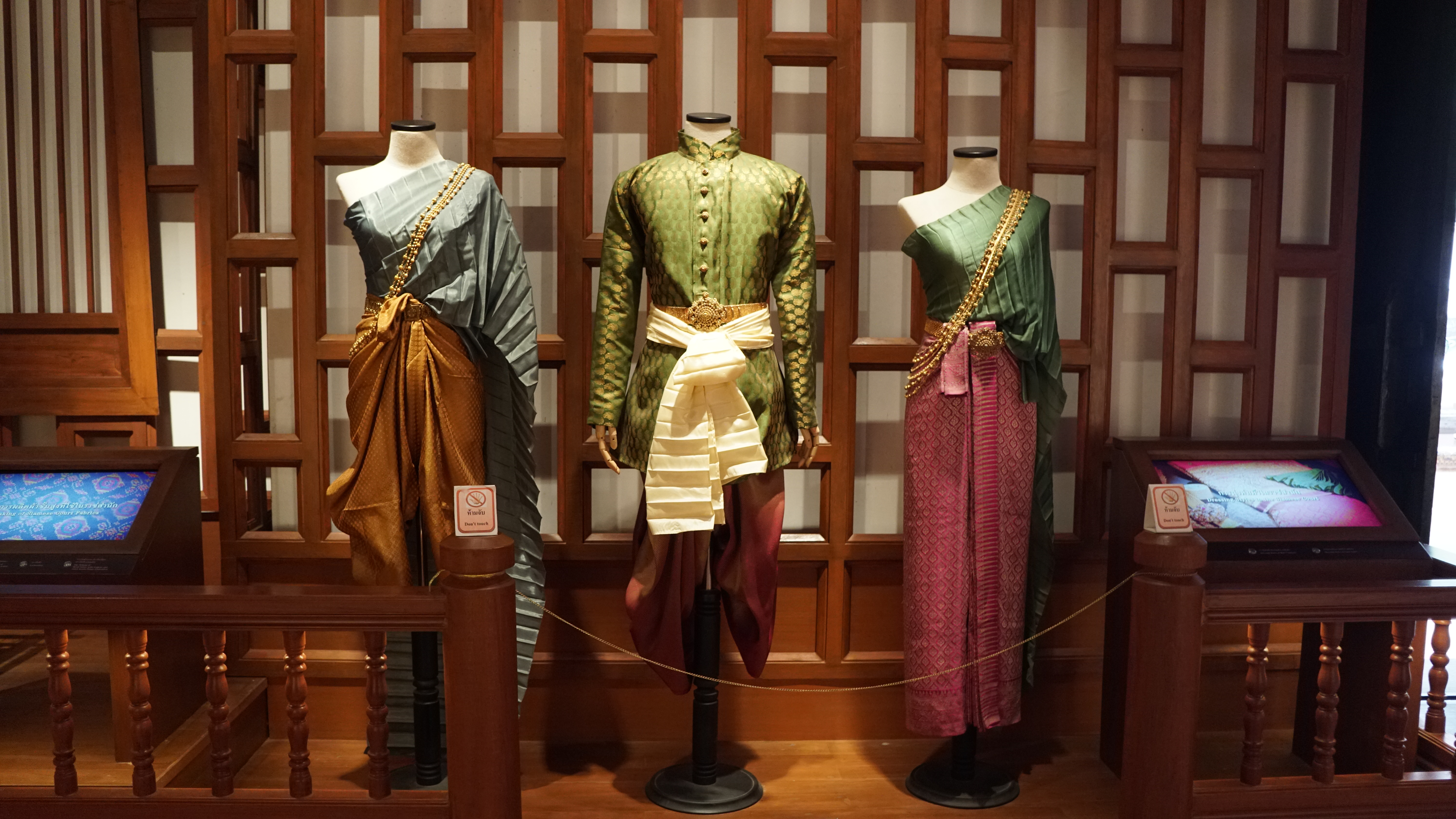
لباس سنتی تایلند در موزه ملی بانکوک

از نظر تاریخی، هر زن و مرد تایلندی، خود را با یک دستمال پارچه ای به نام chong kraben می‌پوشیدند. مردان برای پوشاندن کمر تا نیمی از پایین ران، کراوبن چانگ خود را پوشانده بودند، در حالی که زنان کراوبن چانگ خود را به دور کمر تا پایین زیر زانو می‌پوشند. اعضای اشراف‌زاده در حضور در امور سلطنتی، از لباس‌های ابریشمی به نام خرویی و یک کلاه بلند، به نام لمفوک استفاده می‌کردند. سینه‌های برهنه و پاهای برهنه به عنوان بخشی از کد لباس رسمی تایلند پذیرفته شدند و در نقاشی‌های دیواری، نسخه‌های خطی مصور، و عکس‌های اولیه تا اواسط دهه ۱۸۰۰ مشاهده می‌شوند. قبل از قرن بیستم، نشانگرهای اصلی که در لباس تایلندی از کلاس برجسته بودند، استفاده از پارچه‌های نخی و ابریشمی با نقوش چاپی یا بافته شده بود، اما هم متداول و هم رویال‌ها به‌طور یکسان پوشیده بودند، نه لباس دوخته شده. لباس سنتی تایلندی در دوره Rattanakosin به‌طور قابل توجهی تغییر کرد.
پیش از دهه ۱۷۰۰، زنان و مردان تایلندی هر دو موهای خود را بلند نگه می‌داشتند. با این حال، پس از جنگهای برمه و سیامی در سالهای ۱۷۵۹–۱۷۶۰ و ۱۷۶۵–۱۷۶۷ و تکرار تهاجم‌های برمه به آوتیتایا، زنان مرکزی تایلندی شروع به بریدن موهای خود به سبک موهای خدمه کردند که تا دهه ۱۹۰۰ این مدل، مدل موی ملی باقی ماند. از دهه ۱۸۶۰ به بعد، رویال‌های تایلندی "به‌طور انتخابی آداب و رسوم و مقررات ویکتوریا را به صورت شخصیت‌های مدرن که در داخل و بین‌المللی با استفاده از تصاویر تکثیر مکانیکی تبلیغ می‌شدند، به تصویب رساندند. لباسهای دوخته شده، از جمله لباس دربار و لباس تشریفاتی، در زمان سلطنت پادشاه Chulalongkorn اختراع شد. فرم‌های لباس غربی در این دوره در بین شهر نشینان شهر بانکوک رایج شد. در اوایل دهه ۱۹۰۰، پادشاه Chulalongkorn زنان تایلندی را تشویق کرد که به جای موهای کوتاه سنتی، موهای بلندی بپوشند که بعداً در دوران سلطنت پادشاه واژیراوود به همراه پوشیدن pha sinh (ผ้า ซิ่น)، دامن توبولی، به جای چانگ کرابن تبدیل شد. (โจงกระเบน)، یک دستمال پارچه ای.

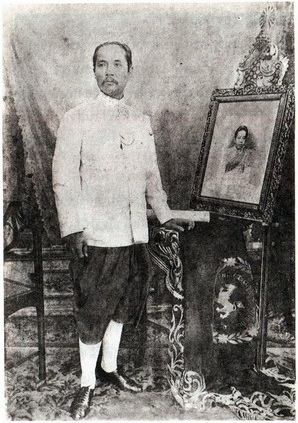
لباس تایلندی مردانه

## لباس رسمی
لباس رسمی تایلندی، که به زبان تایلندی با عنوان ชุด ไทย พระ ราช known شناخته شده‌است، شامل چندین مجموعه لباس است که در مناسبت‌های رسمی به عنوان لباس ملی تایلند طراحی شده مورد استفاده مردم تایلند است.